# Аріобарзан I Філоромей
Аріобарзан I Філоромей (дав.-гр. Ἀριοϐαρζάνης  Α΄ Φιλορώμαιος; д/н — 62 до н. е.) — цар Каппадокії з 95 до 62 року до н. е., засновник династії Аріобарзанідів на каппадокійському троні. Більшу частину володарювання провів у боротьбі з Понтійським царством.

## Життєпис
Походив зі знатної еллінізованої каппадокійської родини. Можливо вона мала гарні стосунки з римлянами. Тому Аріобарзан після смерті у 95 році до н. е. царя Аріарата IX отримав підтримку від римського сенату й став новим царем. Ймовірно був у родинних зв'язках з династією Аріаратидів.
Незабаром після сходження на трон зітккнувся з амбіціями понтійського царя Мітрідата Евпатора й зрештою був позбавлений влади. У 92 році до н. е. Луцій Корнелій Сулла відновив його на троні. Проте у 91 році до н. е. знову втратив владу. У 90 році до н. е. Маній Аквілій відновив Аріобарзана I у Каппадокії. У 89 році до н. е. з початком Першої мітрідатової війни знову зазнав поразки від понтійської армії та вимушений був тікати до Еллади. У 85 році до н. е. його на троні відновив Сулла.
Проте Мітрідат VI не переставав турбувати Каппадокію і під час Третьої мітрадтової війни схилив свого зятя, вірменського царя Тиграна II, здійснити в неї вторгнення. Проте Каппадокію у 69 році до н. е. зайняли римляни під проводом Луція Ліцинія Лукулла. Коли останній залишив командування, країною знову заволодів Мітрідат VI. Гней Помпей, наступник Лукулла, розбив Мітрідата в декількох боях і повернув її Аріобарзану I у 63 році до н. е. На початку 62 року до н. е. зрікся влади, передавши її синові Аріобарзану II. Незабаром після цього помер.

## Родина
Дружина — Афенея Філосторга I
Діти:
- Аріобарзан II (д/н—52 до н. е.), цар Каппадокії
- Ісія (79-38 до н. е.), дружина Антіоха I, царя Коммагени